# Hans-Joachim Förster
Hans-Joachim Förster (20 de Fevereiro de 1920 - 24 de Fevereiro de 1945) foi um comandante de U-Boot que serviu na Kriegsmarine durante a Segunda Guerra Mundial.
- Referências

1. ↑  «Uboat.net». Hans-Joachim Förster (em inglês). Consultado em 14 de novembro de 2009